# SC Schöftland
Der SC Schöftland ist ein Schweizer Fussballverein aus der Aargauer Gemeinde Schöftland. Der Club wurde am 20. März 1911 in Schöftland gegründet und spielt zurzeit in der fünftklassigen 2. Liga interregional.

## Geschichte
Zu Beginn des 20. Jahrhunderts brachten englische Studenten den Mannschaftssport auch in den Aargau. In der Folge gründeten junge Männer am 20. März 1911 den Fussball-Club Schöftland im alten Schulhaus.
Nach 10-jähriger Zugehörigkeit zur 1. Liga, stieg die erste Mannschaft 1954 in die 2. Liga ab. In der Saison 2005/06 schaffte die Mannschaft den Aufstieg in die 2. Liga interregional und spielt, nach einem einjährigen Abstecher in die 2. Liga regional, ab der Saison 2016/17 wieder in der 2. Liga interregional mit.
Er nahm 1946/47, 1948/49, 1970/71 und 1975/76 an der Hauptrunde des Schweizer Cup teil, wobei er jeweils im 1/16-Finale scheiterte. Beim Schweizer Cup 1993/94 scheiterte er bereits in der 3. Qualifikationsrunde.